# Andrei Păunescu
Andrei Păunescu, născut ca Andrei-Alexandru Păunescu, (n. 3 mai 1969, București, România) este un muzician, scriitor, jurnalist, cadru didactic și caricaturist român.

## Biografie

### Familie
Provine dintr-o familie de scriitori, părinții săi fiind poeții Adrian Păunescu (1943-2010) și Constanța Buzea (1941-2012).
 
Bunicul său patern, învățătorul Constantin Păunescu, a fost deținut politic (1950-1964), pentru convingeri liberale și activități contra statului comunist).

Are mai multe surori, Ioana Păunescu (căsătorită Profirescu, n.1967- d.2011), Ana-Maria Păunescu (n. 1990). După moartea tatălui, Andreea-Mihaela Bîrlea (n. 1968, devenită Păunescu, după 2012) a fost recunoscută ca fiică a lui Adrian Păunescu..

De mic, a trăit în medii culturale, artistice, scriitoricești și jurnalistice precum Cenaclul Flacăra, Televiziunea Română, Radio România, Flacăra și Uniunea Scriitorilor din România.

În copilărie, se simte atras de fotbal dar desele plecări în turnee cu tatăl său și preocupările școlare îl opresc în încercările sale de a face fotbal de performanță.

### Educație
A absolvit:

1987 - Școala Centrală (la data aceea Zoia Kosmodemianskaia)

1991 - Facultatea de Litere a Universității din București (filologie)

2002 - Canadian Forces Language School (Școala Forțelor Armate din Canada, Borden Base, Ontario)

2008 - Obține doctoratul în istorie (la Facultatea de Istorie, Universitatea „Ovidius” din Constanța, cu teza „Scriitori și Politică în România Secolul XX”

Instrumentist autodidact, Andrei Păunescu a primit în 1982 îndrumări importante ce îl vor ajuta ulterior în dezvoltarea aptitudinilor sale, de la chitaristul Grigore Bujor Hariga (Pro Musica).

Nu are studii muzicale, este artist liber-profesionist solist și instrumentist din 1987.

## Cariera

### Muzică
În anul 1973, copil fiind, începe să participe la spectacolele Cenaclului Flacăra, fiind impresionat de muzica folk și rock. Este atras de folkul ritmat (al cântăreților Dan Chebac, Vali Sterian, Victor Socaciu și de stilul rock al formației Phoenix).

#### Debut în Cenaclul Flacăra
În 10 februarie 1979, cântă pentru prima dată, în calitate de solist, pe scena Cenaclului Flacăra, la spectacolul de la Sala Polivalentă din București, cântecul „Lumea de mâine” (compus de Ion Zubașcu), fiind acompaniat la chitară de cantautorul italian Evandro Rossetti, care, în aceeași seară, își lua rămas bun de la România .

În 1981, începe să cânte la chitară. Este tot mai mult pasionant de rock (trupele Iris, AC/DC, Beatles, Rolling Stones etc) și de viața de artist.

În 1982, cântă la chitară electrică în concertele Cenaclului Flacăra piesele „Omul pădurii” și „Dragu mi-i veselia”, alături de Ducu Bertzi și de trupa de acompaniament a Cenaclului Flacăra, Flapo.

În 1983, ca solist vocal, interpretează cunoscutul cântec „Da Da Da” (versiunea în engleză a grupului german Trio și versiunea românească, adaptată de Adrian Păunescu). Din vara lui 1983, cântă la chitară solo la Cenaclul Flacăra piesa instrumentală Europa (a lui Carlos Santana).

În iulie 1983, înființează Trupa Totuși (lider, chitară, voce, compoziții), formație de muzică rock, cu care debutează la Cenaclul Flacăra și în care activează până în prezent.

În decembrie 1989, începe înregistrările la un disc propriu (compoziții, voce, chitară, percuție, chitară bas), la casa de discuri Electrecord (inginer de sunet - Freddy Negrescu, redactor - Romeo Vanica, director - Paul Enigărescu). Ultimele ore de înregistrări sunt în 21 decembrie 1989, dar evenimentele revoluționare din București întrerup proiectul în care mai erau de realizat doar mixajele, iar discul rămâne needitat.

Activează, de la debut, în Cenaclul Flacăra condus de Adrian Păunescu (până în 2010) și continuă acest proiect după 2010 până în prezent.

#### Trupa Totuși
În 1993 Andrei Păunescu înregistrează în studiourile Radio România cântecele:
- „Haide mamă haide tată”
- „Mașina de pâine”
- „Vai ce mic oraș”
- „Vremurile grele”
- „Cosaș în fân”
- „Doamne ocrotește-i pe români”

#### Cenaclul Flacăra
După moartea lui Adrian Păunescu (noiembrie 2010), Andrei Păunescu organizează sute de spectacole (Remember Cenaclul Flacăra sau Cenaclul Flacăra), în țară și în comunitățile din diaspora, iar din 2017, în fiecare început de noiembrie, mari concerte ale noului Cenaclu, la Sala Palatului din București.  Începând cu 2018 evenimentul cultural Remember Cenaclul Flacăra poartă numele Cenaclul Flacăra.

Susține concerte în toată țara, în comunitățile românești din Basarabia și Bucovina de Nord și în străinătate (Italia, Germania, Austria, Belgia, Canada, Statele Unite ale Americii, Grecia, Serbia, Croația, Irlanda, „Turneul Manifest pentru sănătatea pământului” - 2010).

#### Alte activităti
Andrei Păunescu este autorul cântecelor:
- „Punctul pe i” (imn al Festivalul Adolescenților - Salut, din 1992),
- „Să fii și tu un Moș Crăciun” (cântecul generic al proiectului omonim al World Vision, 1997), Români pentru români (campania TV Antena 1, 1998; din 2010, cântecul devine imn al Asociației Românilor din Italia),
- „Balul vieții inegale” (Gala Pro Familia - 1998),
- „Cântec pentru cel mai bun” (Emisiunea realizată de Adrian Păunescu, în care fotbalistul Gheorghe Hagi este convins să revină la echipa Națională, rezultatul fiind prima victorie a României în fața Ungariei, 2-0, în iunie 1999),
- „Imnul tricolorilor” (1998, adoptat de Generația de Aur ca imn al Naționalei de fotbal),
- „Mirii Mileniului” (Gala Pro Familia - TV Antena 1, 1999),
- „Să fim mai frumoși” (Revelionul Realitatea TV 2013),
- „Proiect de țară” (2018)

Realizează muzica pentru emisiuni de televiziune: 
- „Duminica în familie”, Antena 1
- „Schimbul de noapte”, Antena 1
- „O șansă pentru fiecare”, Antena 1
- „Viața noastră cea de toate zilele”, Tele 7 abc

Din anul 2000, participă ca membru al juriului sau invitat în recital, la Festivalul „Om Bun” (organizat de Victor Socaciu), care se desfășoară anual, în luna decembrie.

Din 2012, lansează conceptul de evenimente de muzică, poezie, dialog și lansare de carte proprie „Lansare cu cântare, cântare cu lansare”

În 2019, lansează proiectul de conferințe și spectacole „Tórturi și Tortúri”

Face parte din juriile unor importante festivaluri „Om bun” - mai multe ediții, Mamaia Copiilor, Festivalul Callatis, Festivalul Adrian Păunescu de la Craiova, Festivalul de Folk Rock Adrian Păunescu de la Liceul Tudor Vladimirescu din București (2014-prezent).

### Jurnalism

#### Presă scrisă
- 1978. Debutează în presă cu o caricatură, pe care i-o publică pe prima pagină a săptămânalului de mare tiraj Magazin, redactorul-șef al acestuia, Octavian Paler. Apoi publică articole și note în revista Cutezătorii (un interviu cu actorul britanic Peter Gilmore - Linia Maritimă Onedin, în 1979), desene, texte și cronici sportive în Revista Flacăra (Carnet de Junior, după meciurile Benfica Lisabona- Universitatea Craiova 0-0 și Cehoslovacia-România 1-1, 1983).

După 1990, publică sute de articole, interviuri, desene, note, comentarii, cronici etc. în mai multe publicații, în unele cazuri fiind implicat și în viața redacțională sau în activitatea de editare și publishing:

- 1990, redactor la revista Europa[8]
- 1990-1992, redactor-șef, revista săptămânală Vremea[8]
- 1990-1997, redactor-șef, revista săptămânală Totuși iubirea[8]
- 1992-1997, co-director, cotidianul Vremea[8]
- 2000, redactor-șef, revista săptămânală Opinia națională[14][8]
- 2000, redactor-șef, revista săptămânală Viața[8]
- 2001-prezent, director-general (editor coordonator/publisher), revista săptămânală Flacăra lui Adrian Păunescu[15][16][17][18]
- 2005-2007, publicist-comentator, revista Tango[8]
- 2005-2013, colaborator Jurnalul național[8][19]

Călătorește ca reporter în aproape 60 de țări de pe cinci continente, unde scrie articole și reportaje, adunate în cartea „Lumea rabatabilă” (2001 - Europa rabatabilă, Totuși America, Decontul deșertului, Coaja politică a fructului economic - Asia, În căutarea piețelor pierdute - America Latină și Africa).
 
În 2010, călătorește în Noua Zeelandă și Australia,  unde scrie serialul „Jurnal cu capul în jos - Australia și Noua Zeelandă - Fața blândă a colonialismului”.

Publică sute de caricaturi în presă, din 1990 (în Vremea, Totuși iubirea, Flacăra lui Adrian Păunescu). 

Din 2007, susține constant în revista Flacăra lui Adrian Păunescu rubrica „Emisiunile trecE, perlele rămânE” (aproape 400 de de episoade până în mai 2019)

#### Televiziune
1998-1999, Antena 1, redactor coordonator, producător de emisiuni: „Schimbul de noapte”, „O șansă pentru fiecare”, „O după-amiază cu Adrian Păunescu”, „Meciul meciurilor”

2000, Tele 7 abc, producător, redactor, emisiunile „Viața noastră cea de toate zilele, Cenaclul Flacăra - Totuși iubirea”

2004-2006, OTV, realizator și prezentator, emisiunea „Noi între noi”, 99 de ediții

2005-2006, OTV, producător, emisiunea „Fanatik Show” (circa 100 de ediții)

2017, Canal 33, realizator și prezentator, emisiunea „Noi între noi”

#### Radio
2007-2013, Radio București FM, realizator și prezentator a peste 300 de ediții ale emisiunii „Noi între noi”

2016-2017, Radio Smart FM, co-realizator și co-prezentator, emisiunea săptămânală „Smart Sport Casual”

## Activitatea didactică universitară
1998-2000, preparator la Facultatea de Filosofie și Jurnalism - Universitatea Spiru Haret din București

2000-2005, asistent universitar la Facultatea de Filosofie și Jurnalism - Universitatea Spiru Haret din București
 
2005-2014, lector universitar la Facultatea de Jurnalism și Științele Comunicării - Universitatea Spiru Haret din București

2005-2006, lector universitar la Facultatea de Drept - Universitatea Româno-Germană din Sibiu

Din 2015, conferențiar universitar la Facultatea de Științe Socio-Umane (Jurnalism) - Universitatea Spiru Haret din București

Susține cursuri, seminare și laboratoare de: Mass-media și cultura, Comunicare politică, Jurnalism tematic, Tehnică mediatică (Elemente și tehnici mediatice, Tehnici și strategii în comunicarea mediatică, Producția publicației, Producția unei emisiuni, Tehnici de lucru în presa scrisă), Stilistica presei, Interviul - artă și tehnică, Ancheta jurnalistică, Presă și cultură, Valori românești în univers, Practică jurnalistică.

Publică articole de cercetare științifică publicate în Analele Universității Spiru Haret, seria Jurnalism și în alte reviste și publicații de specialitate (proceedings, volume ale unor conferințe, congrese și simpozioane naționale și internaționale de jurnalism și din alte domenii).

## Activitatea editorială

### Desene
Ilustrează cu desene, grafică și caricaturi cărțile tatălui său „De la Bârca la Viena și înapoi” (1981), „Într-adevăr” (1988), „Poezii cenzurate” (1990), „Infracțiunea de a fi” (1996)

### Cărți publicate
- „Supraviețuirea lui Adrian Păunescu – Calendarul unui vulcan Jurnal” , volumul 1 (debut editorial - jurnal, Editura Păunescu, București, 1997)[21][22]
- „Subsemnatul vă ignoră” (proze și desene, Editura Păunescu, Fundația Iubirea, București, 1998)[22]
- „Nicio șansă” (roman, Editura AAP, București, 1999)[22]
- „Ascuns în toate” (versuri, Editura AAP, București, 2000)[22]
- „Lumea rabatabilă” (publicistică, reportaje, Fundația Constantin, București, 2001) ISBN 973-86091-0-0
- „Doctoratul în tristețe” (versuri, Fundația Constantin, București, 2002) ISBN 973-86091-1-9[23]
- „Jurnalism tematic” (curs universitar, Universitatea Spiru Haret, Editura Fundației România de Mâine, București, 2005) ISBN 973-725-2071
- „Texte fundamentale” – cultură și mass-media (coautor, Editura Fundației România de Mâine, București, 2007) ISBN 978-973-725-846-5
- „Scriitori și politică în România. Secolul XX” (teză de doctorat, Editura Semne, Fundația Constantin, București, 2008) ISBN 978-973-88252-8-4
- „Iobag la patron, iobag la stat” (versuri, trei ediții, Editura Semne, Fundația Constantin, București, 2012, 2013, 2015) ISBN 978-606-15-0265-3
- „Zodiacul cu femei” (versuri, trei ediții, Editura Semne, Fundația Constantin, București, 2012, 2013, 2015) ISBN 978-606-15-0266-0
- „Jurnalism tematic” (curs, ediție adăugită, Universitatea Spiru Haret, Editura Fundației România de Mâine, București, 2013) ISBN 978-973-163-764-8
- „Mass-media și cultura” (manual universitar, Universitatea Spiru Haret, Editura Fundației România de Mâine, București, 2013) ISBN 978-973-163-766-2
- „Elemente și tehnici mediatice” (curs universitar, Universitatea Spiru Haret, Editura Fundației România de Mâine, București, 2013) ISBN 978-606-20-0021-9
- „Tehnică mediatică” (volum de specialitate, Editura Sitech, Craiova, 2014) ISBN 978-606-11-4168-5
- „Jurnalist, jurnalism, publicație, tipuri de presă” (volum de specialitate, Editura Sitech, Craiova, 2014) ISBN 978-606-11-4185-2
- „Las-o să plece” (versuri, trei ediții, Editura Semne, Fundația Constantin, București, 2015, 2016) ISBN ISBN 978-606-15-0650-7
- „Popor de somnoroase păsărele” (versuri, trei ediții, Editura Semne, Fundația Constantin, București, 2015, 2016) ISBN 978-606-15-0651-4
- „Țara în poezia lui Adrian Păunescu” (Editura Sitech, Craiova, 2019) ISBN 978-606-11-6973-3
- „Părinții și copiii în poezia lui Adrian Păunescu” (Editura Sitech, Craiova, 2019) ISBN 978-606-11-6974-0
- „Dragostea în poezia lui Adrian Păunescu” (Editura Sitech, Craiova, 2019) ISBN 978-606-11-6975-7

## Activitatea în diverse organizații
1990, co-fondator și director general executiv, Editura Adrian Păunescu, editor și îngrijitor de ediții de carte, editare de ziare și reviste

1995, co-fondator și președinte executiv, Fundația Culturală Iubirea, București, editor și îngrijitor de ediții de carte, editare de ziare și reviste

1995, co-fondator și președinte, Fundația Constantin, București, organizare de spectacole, Cenaclul Flacăra, editură, editare de ziare și reviste, producție și editare audio-video 

2011, director muzical, Festivalul Callatis (ediția de la Roma)

2014, membru titular, Uniunea Scriitorilor din România

2016, membru titular, Uniunea Ziariștilor Profesioniști din România

## Premii și distincții
Premiul U.T.C. pentru debut, Trupa Totuși, Cenaclul Flacăra, 1983

Marele Premiu al U.T.C. pentru Grupuri, Trupa Totuși, Cenaclul Flacăra, 1984

Premiul U.T.C. pentru compoziția „Marile iubiri”, 1984

Premiul U.T.C. Marea Cunună a Adolescenței, 1984

Premiul de Popularitate, Festivalul Primăvara Baladelor, București, 1988

Diploma Comemorativă Doina și Ion Aldea Teodorovici, Federala Națională a Revoluționarilor din România, 1999

Diploma for Performance, Federation of European Cartoonist Organisations (Federația Caricaturiștilor Europeni), Ministerul Culturii, 2001

Diploma, Festivalul Internațional de Poezie Grigore Vieru, Ministerul Culturii și Uniunea Scriitorilor din Moldova, Muzeul Național al Literaturii Române din Iași, Asociația Culturală Feed Back Iași, 2010

Diploma de Excelență „Ziua Ziaristului Român”, Uniunea Ziariștilor Profesioniști din România, 2018

Cetățean de Onoare al Orașului Bușteni, 2018

## Creații muzicale importante
- „Amor cubist”[30]
- „Las-o să plece”
- „Iobag la patron, iobag la stat”[31]
- „Doamne, ocrotește-i pe români”
- „Haide, mamă, haide, tată”
- „Români pentru români”
- „Punctul pe i (un imn al adolescenților)”[32]
- „Imnul tricolorilor” (cântec adoptat de generația de aur a fotbalului românesc ca imn al Naționalei de fotbal, care se cântă pe stadionul Steaua, înaintea primei victorii în fața Ungariei, în 1999)
- „Țara lui Impozit Vodă”[33]
- „Suntem aroganți”[34]
- „Vai ce mic oraș”[35]

## Discografie

### Albume de studio
- „Suntem aroganți” (casetă, 1999)[36]

### Compilații
- Cenaclul Flacăra (CD, 12 albume) - casa de discuri: Intercont Music
- Cenaclul Totuși iubirea (CD, casetă, 6 albume)[36]

## Filmografie
- Prezent în pelicula „Te salut, Generație-n blugi - Cenaclul Flacăra” (1983, regia Cornel Diaconu)[37]
- Cenaclul Flacăra - Totuși iubirea la Chișinău, 1 decembrie 1995 (un film de Andrei Păunescu)